# Guizhou-Universität
Die Guizhou-Universität (Abkürzung: Gui Da; Kurzzeichen: 贵州大学;  Pinyin: Guizhou Daxue) ist eine staatliche Universität, in Guiyang, der Hauptstadt der chinesischen Provinz Guizhou.

## Geschichte
Die Vorgängerinstitution, das sogenannte „Guizhou Institute of Higher Learning“, wurde bereits im Jahr 1902 gegründet. Dieses Institut wurde später in die Provinzuniversität Guizhou, das staatliche College für Landwirtschaft und Ingenieurwesen sowie die staatliche Guizhou-Universität aufgeteilt.
Im Jahr 1997 wurde die Guizhou-Universität mit der Landwirtschaftlichen Hochschule, der Kunsthochschule Guizhou und der Landwirtschafts-Trainings-Center für Kader zusammengefasst.
Im Jahr 2004 wurde diese  Universität erneut mit einer anderen Hochschule verschmolzen und formte die gegenwärtige Guizhou-Universität.

## Fächer

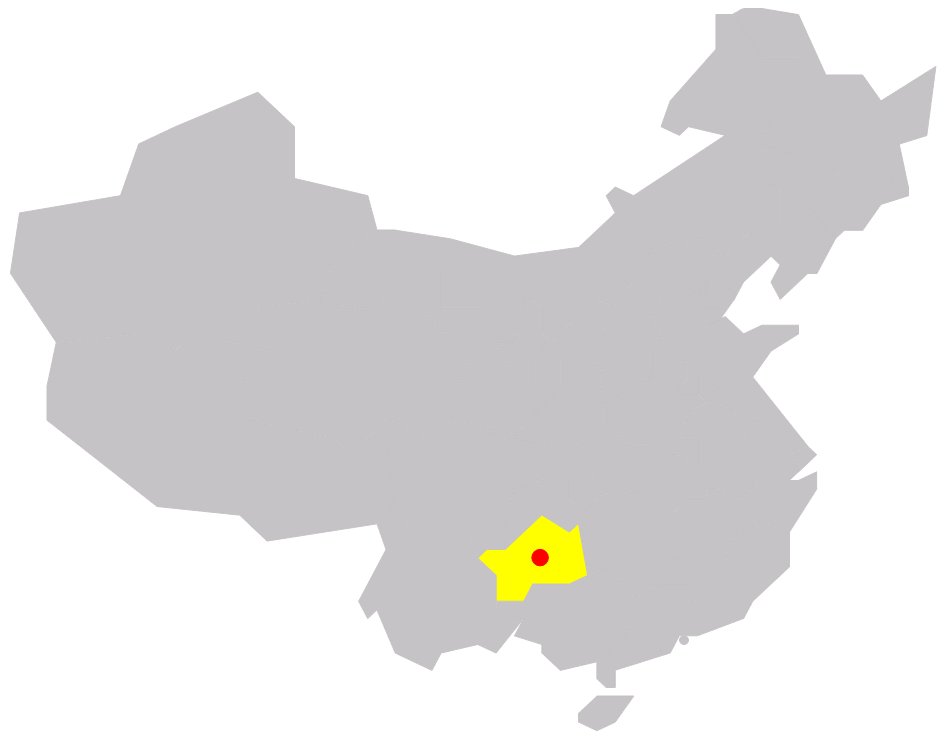
Lage der Stadt Guiyang in China

Die Universität besteht aus 24 Colleges und bietet 11 Schwerpunkte:
- Geisteswissenschaften
- Geschichte
- Ingenieurswesen
- Jura
- Landwirtschaft
- Medizin
- Naturwissenschaften
- Pädagogik
- Philosophie
- Verwaltung
- Wirtschaftswissenschaften